# 李仲良
李仲良（1950年4月—），中华人民共和国政治人物、外交官。2006年，接替汪晓源担任中华人民共和国驻赤道几内亚大使。2007年，由严小敏接任，其改任中华人民共和国驻乌拉圭大使。